# Tsarklockan

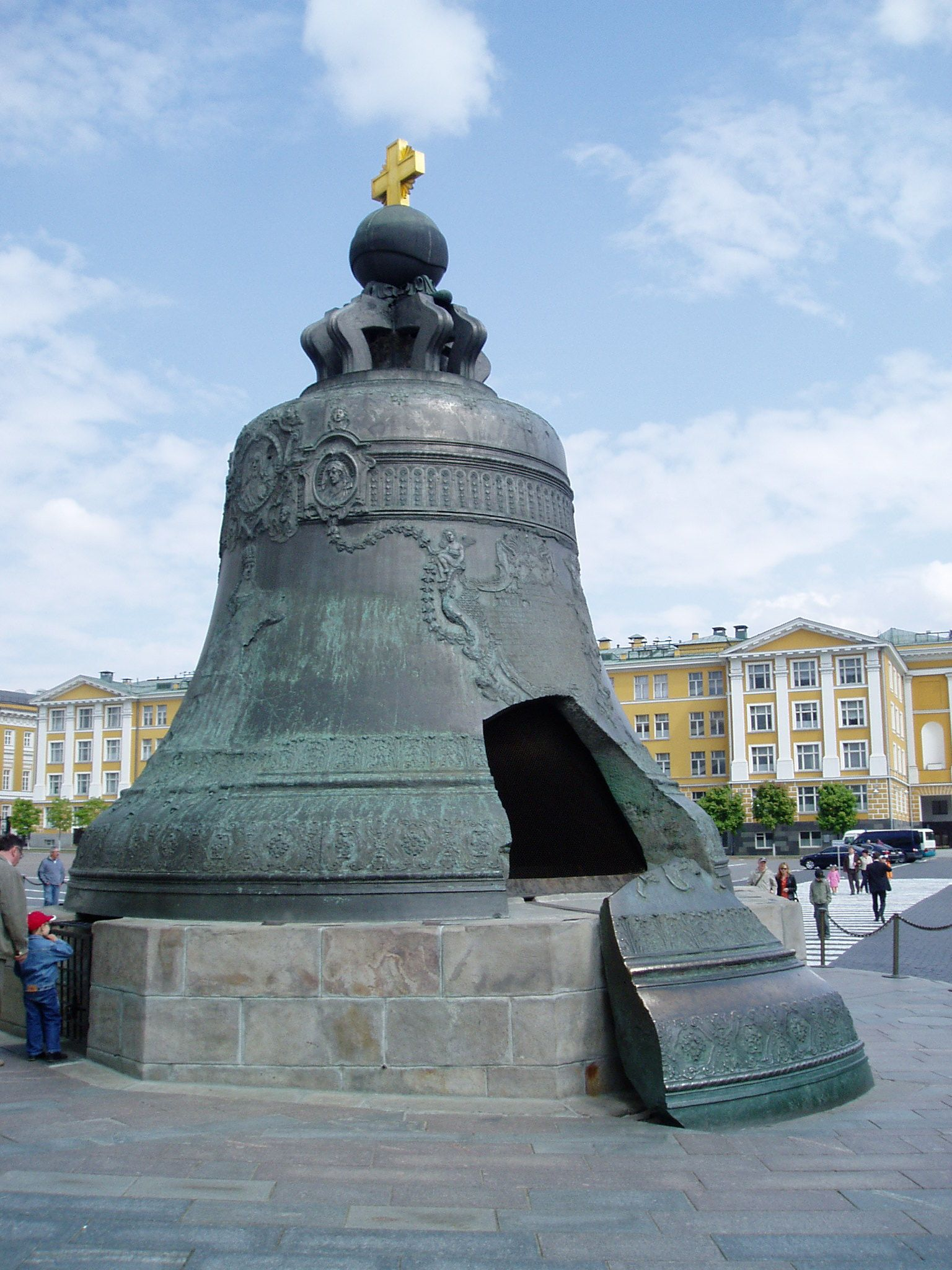
Tsarklockan

Tsarklockan (ryska: Царь–колокол; translitteration: Tsar-kolokol) är en stor kyrkklocka som står på marken inne i Kreml i Moskva, i Ryssland.

## Historik
Efter branden var klockan kvar på gjuteriet i ett sekel. 1836 placerades klockan på en stenpiedestal bredvid Ivan den stores klocktorn i Kreml. Lutad mot piedestalen står också den lossnade biten.
Den första tsarklockan blev färdig 1599 och vägde 18 ton. Den förstördes i en brand. 
Den andra blev gjuten 1655, med utnyttjande av resterna, men med tillsats av ny metall. Klockan vägde 100 ton. Den förstördes i en brand 1701. 
Den nuvarande tsarklockan är den tredje i ordningen.

## Data
Klockan är den största i världen, 6,14 meter hög och med en vikt av 216 ton. Klockan göts av mästaren Ivan Motorin och hans son 1733–1735. Klockan har aldrig ringt – vid en brand 1737 då klockan ännu var i sin gjutgrop sprack den och en stor bit (11,5 ton tung) lossnade.